# Edwin Smith
Edwin Smith (Bridgeport, 1822 – 1906) è stato un egittologo, collezionista d'arte e commerciante statunitense, diede il nome ad un antico papiro medico egiziano, il Papiro Edwin Smith.
Smith nacque a Bridgeport, in Connecticut, e visse in Egitto nella seconda metà del XIX sec. Nel 1862 entrò temporaneamente in possesso di un papiro medico, venduto, da un grande proprietario egiziano, a Georg Ebers nel 1873 e pubblicato successivamente dallo stesso nel 1875. Nel 1862 Smith acquistò, inoltre, da un rigattiere di Luxor (Egitto) ,Mustafà Aga, l'antico papiro che ancora oggi porta il suo nome. La sua pessima conoscenza della lingua ieratica non gli consentì di tradurre il manoscritto, compito svolto, più tardi (1930) da James Henry Breasted, con l'aiuto del dott. Arno B. Luckhardt.
Edwin Smith morì nel 1906.